# Wohlfahrtsökonomische Marginalbedingungen
Die wohlfahrtstheoretische Analyse von Tauschbeziehungen ergibt mehrere wohlfahrtsökonomische Marginalbedingungen (zumeist drei, bisweilen erfolgt aber auch eine Aufgliederung in fünf oder gar sieben) als notwendige Kriterien eines gesamtgesellschaftlichen Optimums unter Effizienzaspekten. Im Einzelnen bezeichnet man diese in der Regel als
1. Tauschoptimum,
2. Produktionsoptimum sowie
3. simultanes Tausch- und Produktionsoptimum (optimale Produktionsstruktur).

Die Analyse erfolgt mit Fokussierung auf Aspekte der Pareto-Effizienz, also im Sinne einer paretianischen Wohlfahrtsökonomik: das heißt, Verteilungsaspekte werden hier nicht berücksichtigt. Grundlage sind ferner die vier Basisannahmen der wohlfahrtsökonomischen Theorie:
- Eine ökonomische Analyse setzt bei den Entscheidungen bzw. dem Verhalten einzelner Wirtschaftseinheiten an (methodologischer Individualismus).
- Die einzelnen Individuen handeln eigennützig. Ferner wird unterstellt, dass ein Vergleich der Nutzenniveaus nicht möglich ist und diese lediglich ordinal messbar sind.
- Die Handlungen der Akteure sind rational.
- Betrachtet wird eine Tauschökonomie, das heißt, es liegt ein System von Austauschbeziehungen im Sinne von Leistung und Gegenleistung vor.

Formal sind o. g. Marginalbedingungen Bedingungen erster Ordnung für ein Effizienzmaximum. Sind sie erfüllt, dann kann der wirtschaftliche Wohlstand einer Gesellschaft durch marginale Änderungen nicht weiter gesteigert werden. Die Bedingung sind jedoch nicht hinreichend insofern, als sie lediglich das Vorhandensein eines Extremums anzeigen, sich aber ad hoc nicht bestimmen lässt, ob es sich dabei tatsächlich um ein Maximum und nicht etwa um ein Minimum handelt und ob ein eventuelles Maximum ein globales Maximum oder lediglich ein lokales ist. Hierzu sind zusätzliche Totalbedingungen erforderlich, die auch als Strukturbedingungen bezeichnet werden und formal den Bedingungen zweiter Ordnung hinsichtlich eines Effizienzmaximums entsprechen. Sind auch sie erfüllt, dann ist gewährleistet, dass auch durch strukturelle Änderungen der ökonomischen Situationen keine Wohlfahrtssteigerungen mehr erreicht werden können. Im Folgenden sollen nur die Marginalbedingungen besprochen werden, da man sich bei der Bestimmung des Effizienzmaximums unter der Annahme normaler Krümmungseigenschaften der Nutzen- und Produktionsfunktionen auf deren Analyse beschränken kann. Als Analyserahmen dient dabei das Modell der vollständigen Konkurrenz. Vereinfachend sei angenommen, dass in der betrachteten Ökonomie nur zwei Konsumenten existieren, welche zwei Güter konsumieren, die von zwei Produzenten mittels zweier Produktionsfaktoren hergestellt werden. Dieses Modell lässt sich leicht beliebig erweitern.

## Das Tauschoptimum
Abstrahiert man zunächst von Produktionsakten, dann sind Tauschakte die einzig möglichen ökonomischen Aktivitäten. Das Pareto-Optimum ist dementsprechend dann erreicht, wenn keine wohlfahrtssteigernden Tauschakte mehr möglich sind. Situationen optimalen Tauschs lassen sich anhand einer Edgeworth-Box verdeutlichen. Die Punkte des optimalen Tausch bilden die sog. Kontraktkurve, aus der sich ferner die (Punkt-)Nutzenmöglichkeitenkurve ableiten lässt, welche Zustände einer Pareto-optimalen Aufteilung zweier Güter auf zwei Individuen angibt. Da sich im Tauschoptimum die Indifferenzkurven der beiden Individuen tangieren, sind ihre Grenzraten der Gütersubstitution gleich. Die entsprechende Marginalbedingung lautet also:
Die Aufteilung zweier Güter auf zwei Individuen ist dann Pareto-optimal, wenn die Grenzraten der Gütersubstitution (GRS) für sämtliche Individuen gleich sind. Alle Allokationen müssen demnach auf der Tauschkontraktkurve liegen. Die GRS stimmt ferner mit dem Güterpreisverhältnis überein.  

Grund: In einem Wettbewerbsgleichgewicht gilt aus Sicht der Konsumenten:
- Die Indifferenzkurven berühren sich, wodurch alle GRS gleich sind.
- Aufgrund der Nutzenmaximierung unter Budgetbeschränkung berührt jede Indifferenzkurve ferner die Preisgerade (deren Steigung entspricht dem Güterpreisverhältnis), weshalb die GRS dem Güterpreisverhältnis entspricht.

Ferner entspricht die GRS dem Kehrwert des Grenznutzenverhältnisses. Formal gilt also hinsichtlich der beiden Güter {\displaystyle X} und {\displaystyle Y} mit der Nutzenfunktion {\displaystyle U} und dem Preis {\displaystyle P}:
{\displaystyle {\frac {dY}{dX}}={\frac {\frac {dU(X,Y)}{dX}}{\frac {dU(X,Y)}{dY}}}={\frac {P_{X}}{P_{Y}}}}
Im Optimum stimmen also auch die Grenznutzenverhältnisse der Individuen überein.

## Das Produktionsoptimum
Abstrahiert man nun von den oben betrachteten Tauschakten und lässt eine Vergrößerung des Gütervorrats durch Produktionsakte bei zunächst gegebenem Faktorvorrat zu, gelangt man zum Pareto-Optimum als Produktionsmaximum, dessen Ableitung insgesamt betrachtet etwas umfangreicher ist und sich in drei Unterpunkte aufgliedert, nämlich
- den optimalen Faktoreinsatz,
- die optimale Faktorallokation und
- den optimalen Spezialisierungsgrad.

### Der optimale Faktoreinsatz
Der optimale Faktoreinsatz beschreibt eine Situation, in welcher der Wohlstand der betrachteten Volkswirtschaft durch eine alternative Verteilung eines Produktionsfaktors auf die Produzenten eines Gutes nicht mehr gesteigert werden kann. Aus der mikroökonomischen Theorie ist bekannt, dass eine solche Situation dann erreicht ist, wenn die Grenzprodukte des betrachteten Produktionsfaktors bei allen Produzenten hinsichtlich des betrachteten Gutes gleich sind. Dies bedeutet, dass die Tangenten der jeweiligen Indifferenzkurven an dieser Stelle dieselbe Steigung in der Edgeworth-Box haben. Dieser Optimale Punkt wird auch Pareto-effizient bezeichnet. Hierbei ist keine Besserstellung der beiden Marktteilhaber durch weitere Tauschverhältnisse zu erreichen.

### Die optimale Faktorallokation
Diese Bedingung beschäftigt sich mit dem Problem, wie mehrere (variable) Produktionsfaktoren optimal auf die Erzeugung von Gütern aufzuteilen sind. Formal entspricht die Herleitung der optimalen Faktorallokation der Herleitung des Tauschoptimums, bei der in einer entsprechenden Edgeworth-Box statt zweier Güter zwei Produktionsfaktoren und somit eine Produktionskontraktkurve abgebildet werden. Analog zur Bestimmung des Tauschoptimums muss hier also gelten, dass im Optimum die Grenzraten der Faktorsubstitution (GRFS) übereinstimmen, die ihrerseits dem Verhältnis der Faktorpreise entsprechen, die für alle Unternehmen gleich sind. 

Grund: In einem Wettbewerbsgleichgewicht gilt aus Sicht der Produzenten:
- Die Produktionsisoquanten berühren sich, wodurch alle GRFS gleich sind.
- Aufgrund der Realisierung der Minimalkostenkombination berührt bei allen Produzenten die Produktionsisoquante die Isokostenlinie (deren Steigung entspricht dem Faktorpreisverhältnis), weshalb die GRFS dem Faktorpreisverhältnis entspricht.

Dass die GRFS dem Kehrwert der Grenzprodukte entspricht, verdeutlicht den Zusammenhang mit dem optimalen Faktoreinsatz.

### Der optimale Spezialisierungsgrad
Der optimale Spezialisierungsgrad (Produktionsoptimum) ist erreicht, wenn der Wohlstand der betreffenden Volkswirtschaft durch eine Änderung des Spezialisierungsgrades, also einer Änderung der Arbeitsteilung zwischen den Produzenten, nicht mehr vergrößert werden kann. Diese Marginalbedingung zielt auf gleiche Opportunitätskosten (entspricht der Steigung der Tangente an die entsprechende Transformationskurve und demnach der Grenzrate der Transformation (GRT)) und somit gleiche Grenzkostenverhältnisse ab, das heißt im Optimum stimmen die Verhältnisse der Grenzkosten eines Güterpaares bei allen Produzenten, welche diese Güter erzeugen, überein.

## Simultanes Tausch- und Produktionsoptimum
Im letzten Abschnitt werden nun Konsum- und Produktionssektor zusammengeführt. Diese Bedingung zielt auf eine optimale Produktionsstruktur ab, also eine Produktion entsprechend den Präferenzen der Individuen. Es geht dabei darum zu bestimmen, in welchen Mengenverhältnissen die einzelnen Güter in der volkswirtschaftlichen Gesamtproduktion enthalten sein sollen. Ausgangspunkt ist eine gesamtwirtschaftliche Transformationskurve, deren Punkte eine bestimmte Produktionsstruktur bezeichnen. Die optimale Produktionsstruktur ist dann erreicht, wenn die Grenzrate der Transformation mit der Grenzrate der Substitution übereinstimmt. 

Grund: In einem Wettbewerbsgleichgewicht muss gelten:
- Gleichgewichte auf den Gütermärkten lassen sich als Transformationskurve darstellen. Die Steigung dieser Kurve entspricht an jedem Punkt der Grenzrate der Transformation.
- Bei der Erstellung der Transformationskurve geht man von einem gegebenen Bestand an Produktionsfaktoren (etwa Arbeit und Kapital) aus. Produktionsfaktoren, die durch Verringerung der Produktion eines Gutes frei werden, werden vollständig zur Produktion anderer Güter eingesetzt. Für die Faktoren Arbeit ({\displaystyle A}) und Kapital ({\displaystyle K}) und die Güter {\displaystyle X} und {\displaystyle Y} heißt das:

{\displaystyle (-1)\cdot dK_{Y}=dK_{X}} 

{\displaystyle (-1)\cdot dA_{Y}=dA_{X}}
- Die Veränderung des entsprechenden Outputs ergibt sich als Produkt des Grenzprodukts des jeweiligen Produktionsfaktors und der Veränderung dessen Einsatzes, zum Beispiel bei Änderung des Arbeitseinsatzes unter Konstanthaltung des Kapitaleinsatzes für das Gut X:

{\displaystyle dX=dA_{X}\cdot GPA_{X}} (Analog für alle anderen Fälle.)
- Die GRT lässt sich somit schreiben als:

{\displaystyle GRT={\frac {dY}{dX}}={\frac {dA_{Y}\cdot GPA_{Y}}{dA_{X}\cdot GPA_{X}}}=-{\frac {GPA_{Y}}{GPA_{X}}}} (Analog für Kapital.)
- Bei vollständiger Konkurrenz sind auch die Produzenten Preisnehmer, weshalb für sie im Gewinnmaximum gilt:

{\displaystyle GK_{X}=P_{X},\quad GK_{Y}=P_{Y}}
- Im Wettbewerbsgleichgewicht gilt ferner, dass die letzte eingesetzte Einheit eines Produktionsfaktors entsprechend seinem Wertgrenzprodukt entlohnt wird. Im Hinblick auf den Faktor Arbeit gilt deshalb mit einem Lohnsatz {\displaystyle w}:

{\displaystyle w_{X}=P_{X}\cdot GPA_{X},\quad w_{Y}=P_{Y}\cdot GPA_{Y}} (Analog für Kapital.)
- Bei vollständiger Konkurrenz auf dem Arbeits- und dem Kapitalmarkt und gleicher Produktivität der einzelnen Arbeits- oder Kapitaleinheiten, sind die Preise der einzelnen Produktionsfaktoren für alle Unternehmen gleich, weshalb gilt:

{\displaystyle w_{Y}=w_{X}} (Analog für Kapital.)
- Somit ergibt sich:

{\displaystyle GRT=-{\frac {GK_{X}}{GK_{Y}}}=-{\frac {P_{X}}{P_{Y}}}}
- Wie bereits erwähnt (vgl. Tauschoptimum) stimmen Preisverhältnis und GRS dem Betrag nach überein. Deshalb gilt:

{\displaystyle GRT=-{\frac {P_{X}}{P_{Y}}}=GRS}
In der Regel existieren viele unterschiedliche Zustände mit unterschiedlichen Nutzenaufteilungen, die gemäß o. g. genannten Bedingungen gesamtgesellschaftlich als optimal gelten können. Auf der Grundlage des Pareto-Kriteriums lässt sich keine Aussage darüber treffen, welches dieser Optima erreicht werden sollte (kein interpersoneller Nutzenvergleich möglich).

## Weitere Marginalbedingungen
Zusätzlich zu den oben erwähnten Marginalbedingungen existieren noch zwei weitere, die einen variablen Faktorvorrat zum Thema haben.